# ویکتور میخالچوک
ویکتور میخالچوک (اوکراینی: Віктор Ілліч Михальчук؛ زادهٔ ۵ فوریهٔ ۱۹۴۶) بازیکن والیبال اوکراینی‌تبار اهل شوروی بود.